# Галина Вишневска
Галѝна Па̀вловна Вишнѐвска (на руски: Галина Павловна Вишневская) е руска съветска оперна певица (сопран, солистка на Болшой театър през 1952 – 1974 г.), актриса, театрална режисьорка, педагог.
Тя е народна артистка на СССР (1966), пълен кавалер на ордена „За заслуги пред Отечеството“..

## Биография

### Произход и детски години
Родена е на 25 октомври 1926 г. в Ленинград (днешен Санкт Петербург). Баща ѝ Павел Андреевич Иванов е с работнически произход, има средно образование. След Великата отечествена война е репресиран от сталинския режим по обвинение в контрареволюционна дейност, осъден е на 10 години затвор. Майка ѝ Зинаида Антоновна е полуциганка-полуполякиня, много красива и с хубав глас. Родителите се женят много млади, съвместният им живот е съпровождан от изневерите на майката и пиянските скандали на бащата. Развеждат се след 5 години брак.
Малката Галина избира да остане в семейството на своята баба по бащина линия, Дарья Александровна Иванова, която почти от самото раждане на внучката си се занимава с нейното отглеждане и възпитаване. Семейството на Дарья Иванова живее в Кронщат и включва по-малкия ѝ син Андрей и омъжената дъщеря с нейния съпруг и трите деца.
От ранна възраст Галина обича да пее и постоянно участва в училищните представления. Първата си награда за пеене получава в първи клас. Радостта е голяма, защото наградата е 3 метра плат басма, от която ѝ се ушива рокля с волани. Учителят по пеене забелязва талантливото дете и провежда с нея специални занятия. Съучениците измислят за нея прякора Галка-артистката. За десетия си рожден ден получава от майка си пълен набор грамофонни плочи с операта „Евгений Онегин“ на П. Чайковски. Слуша я многократно и научава цялата наизуст.
Галина е на 14 години, когато започва Великата отечествена война. Баба ѝ умира по време на ленинградската блокада през февруари на 1942 г. Останалата част на семейството се евакуира, но Галина отказва да замине и остава сама в Кронщат. Приемат я в групата на местната противовъздушна отбрана. Работата е много тежка, но получава редовна дажба храна и това я спасява от гладна смърт. През деня работи, откопава ранени, оказва първа помощ, разчиства разрушенията на града, мъкне тежести. Всичко прави с ръкавици, пази ръцете си, защото знае – ще бъде артистка. Умората не пречи вечерите да участва в концерти: пее с джазови оркестри на кораби, по кронщатските крепости, в землянки. През 1943 г. намира работа като помощник за сценично осветление в дома на култура на Виборг.

### Професионално развитие
През 1943 г. Галина постъпва да учи вокал в музикалното училище „Римски-Корсаков“. В музикалното училище класът за соловото пеене се води от най-известния и модния по онова време вокален педагог Иван Сергеевич Дид-Зурабов. Той е с италианско музикално образование и всички мечтаят да попаднат при него. Галина е приета в неговия клас след успешно прослушване, но учи в музикалното училище само шест месеца. Поради неправилния подход на този педагог след три месеца уроци тя губи способността да взима горните ноти. Не може да възстанови своето естествено, даденото от природа умение правилно да диша. Скоро се отказва от уроците и напуска училището. 
Водена от желанието си да пее, постъпва в Ленинградския областен оперетен театър, който отваря веднага след края на блокадата през 1944 г. Трупата много пътува и изнася по 20-25 концерта на месец пред воинските части в областта. Условията са много тежки, залите на клубовете са неотоплени, за артистите не са осигурени възможности за почивка и нощувки. Вишневска отначало работи в хора, но слушайки зад кулисите другите изпълнения, научава целия репертоар на театъра. Това ѝ помага, когато спешно се налага да се замести една от актрисите, да го направи практически без репетиции.
През 1947 г. преминава на работа в Ленинградската филхармония. Същевременно дава концерти като естрадна певица, като изпълнява песните на своя кумир, много известната и популярна по това време съветска актриса и певица Клавдия Шулженко. За този вид пеене вокалните възможности на Вишневска са достатъчни, но тя се стреми да възвърне изгубения диапазон на гласа. През 1951 г. започва да взима уроци по вокал при ленинградския педагог Вера Гарина. Гарина е бивша певица, по това време около 80-годишна, получила музикално образование във Виена още през 19 век. От първото прослушване на Вишневска разбира, че гласът на момичето е сопран, а не мецосопран, както твърдели предишните педагози. Гарина разпознава физиологическите особености на своята ученичка и я научава на похвати, които тя лесно възприема и които се оказват много полезни за нея. След 6 месеца занятия с Вера Гарина Вишневска възвръща пълния диапазон на гласа си, а към края на втората година за нея вече не съществуват технически трудности и тя е готова да реализира и двете си природни дарби – артистичност и глас. Гарина не само я обучава на вокално майсторство, но и посочва вярното поприще – мястото на най-талантливата ѝ ученичка е в операта.
През 1952 г. Вишневска с благословията на своята учителка участва в конкурса на Болшой театър за специализанти. Нейното изпълнение на арията на Аида от третия акт предизвиква възторг у журито и тя е приета, въпреки че не е завършила консерватория и по същество няма специално музикално образование. За да няма пречки от страна на администрацията и партийното ръководство на театъра, крие, че баща ѝ е в затвора по обвинение в контрареволюционна дейност. В театъра харесват талантливата и работлива Галина и скоро тя става водеща солистка на Болшой. На неговата сцена Вишневска изпълнява над 30 оперни партии.
Вера Гарина не успява да види изпълнението на своята Галина в оперен спектакъл. Тя почива през 1956 г., но една година преди нейната кончина Вишневска представя в Голямата зала на Ленинградската филхармония своя солов концерт. Щастливата и горда Вера Гарина присъства на него в обкръжението на своите ученици, настанена на първия ред.
През 1966 г. Вишневска завършва Московската консерватория като частна ученичка. Същата година се снима в главната роля във филма опера „Катерина Измайлова“ на Дмитрий Шостакович (режисьор Михаил Шапиро). Този дебют в киното разкрива нейния драматичен талант. Партията на Катерина Измайлова преди това се изпълнява на оперната сцена и от други певици, обаче за Вишневска Шостакович възстановява своята първоначална версия на клавира. Той е благодарен на певицата, чийто глас за първи път му дава възможност да чуе изпълнението на оригиналния замисъл.
Като прима на Болшой театър Вишневска участва в неговите турнета в чужбина – Чехословакия, ГДР, Финландия, Великобритания, Италия, Франция, Белгия, САЩ, Канада, Югославия, Австрия, Япония, Австралия, Нова Зеландия и др. Станала известна певица, тя има възможност да излиза на престижни световни оперни сцени – Ковънт Гардън (Лондон) Метрополитън Опера (Ню Йорк), Парижка национална опера, Ла Скала (Милано), Виенска държавна опера, Баварска държавна опера (Мюнхен), Операта на Сан Франциско. Същевременно дава самостоятелни концерти като камерна певица, много от които са с участието на нейния трети съпруг, известния виолончелист и диригент – Мстислав Ростропович. В репертоара си включва произведенията на Модест Мусоргски, Пьотър Чайковски, Сергей Прокофиев, Дмитрий Шостакович, Роберт Шуман, Рихард Вагнер, Клод Дебюси, Рихард Щраус, Мануел де Фая и др. Тя е първата изпълнителка на написаните и посветените на нея творби на Шостакович и Бритън. Работи и прави записи с най-големите по това време диригенти – Херберт фон Караян, Ото Клемперер, Игор Маркевич, Херман Абендрот, Александър Мелик-Пашаев, Борис Хайкин и др. Нейни партньори на сцената са известните оперни изпълнители – Сергей Лемешев, Иван Козловски, Ирина Архипова, Дитрих Фишер-Дискау, Пласидо Доминго, Николай Геда и др.
Вишневска е една от първите съветски певици, получила признание на световната оперна сцена. 50-те и 60-те години на 20 век смята за най-успешни и хубави в своята кариера.
В Болшой театър работи до 1974 г. През 1974 г. Вишневска напуска не само театъра, но със съпруга си Ростропович и двете им дъщери напуска и страната. Причина за заминаването на семейството са разногласията с политиката на властта в СССР, а поводът е тяхната открита подкрепа за изпадналия в немилост руски писател Александър Солженицин. Творческите ограничения започват още от 1969 г., когато те дават подслон на Солженицин и го настаняват в своята вила. Все пак певицата продължава да участва в представленията на Болшой театър и в неговите турнета, а през 1971 г. е наградена с ордена Ленин. Основният и най-голям натиск е върху Ростропович, който на практика е лишен от възможността да излиза на сцените на големите концертни зали. Получават разрешение да заминат след като се обръщат с молба до Леонид Брежнев, тогавашният държавен и партиен ръководител на СССР.
Докато са в чужбина, през 1978 г. на Вишневска и Ростропович са отнети съветското гражданство и държавните награди.
Семейството живее в САЩ, Франция, Великобритания. Вишневска продължава активна творческа дейност, участва в представленията на големите оперни театри, реализира се като оперен режисьор.  На 56-годишна възраст решава да спре с активната си певческа кариера. Прощалното представление на певицата е в парижката Гранд-Опера през октомври 1982 г. Операта е „Евгений Онегин“ на Чайковски, диригент е Мстислав Ростропович. След напускане на оперната сцена продължава своята професионална кариера с изнасяне на концерти, правене на аудиозаписи, преподавателска работа. През това време пише мемоари. Първото издание на книгата „Галина. История жизни“ излиза през 1984 г. на английски език в САЩ. Книгата се превежда на всички европейски езици, има няколко литературни награди. На руски език тя се публикува за първи път през 1991 г. Новото допълнено издание на своите мемоари Вишневска подготвя години по-късно и го представя за своя юбилей на 24 октомври 2011 г.
След настъпилите промени в политическата система на СССР и след писма на няколко дейци на културата до властите на страната през януари на 1990 г. на Вишневска и Ростропович е върнато гражданството на СССР и е отменен Указът на Президиума на Върховния съвет на СССР за отнемане на държавните награди. Те обаче се отказват от гражданството, като заявяват, че не са молили нито да ги лишават от него, ни да им го връщат. След 16 години емиграция, семейството не смята да променя начина си на живот, но още през февруари на 1990 г. Вишневска и Ростропович пристигат в Москва. На летището ги посрещат с радост тълпи от техните поклонници, идването им в страната широко се отразява в печата.
Посещението в родината след години отсъствие е наситено с емоции и събития. Още от летището Вишневска и Ростропович отиват на гроба на Шостакович. Вишневска дава два концерта в Москва, два в Ленинград, успява до отиде на гроба на баба си в Кронщат. През март Болшой театър организира голямо празненство и концерт по повод 45 години творческа дейност на Вишневска. Символично ѝ се връща пропускът за театъра. След 18 години певицата е отново на родната сцена. Празненството се предава на живо по главния канал на руската телевизия, трае 3 часа, заради него дори се отменят вечерните новини.
При това пътуване Вишневска организира фонд за ветераните на сцената и дарява за него всичките пари от руското издание на своята книга. Избират я за почетен професор на Московската държавна консерватория.
В родината намира ново поприще за своята творческа енергия. От 1993 г. играе като драматична актриса на сцената на Московски художествен театър А. П. Чехов в ролята на Екатерина Втора в пиесата на Елена Гремина „Зад огледалото“, изпълнява главните роли във филмите „Провинциален бенефис“ (по пиесите на Александър Островски, режисьор Александър Белински, 1993) и „Александра“ (режисьор Александър Сокуров, 2007). Сценарият на този филм е написан специално за Галина Вишневска. 
През 2002 г. създава и ръководи Център за оперно пеене „Галина Вишневска“ в Москва. В него тя предава на млади оперни певци целият си опит и знания, като целта на проекта е достойното представяне на руската оперна школа на международната сцена.
През 2006 г. в чест на неин юбилей се провежда Открит международен конкурс за оперни певци Галина Вишневска. Тя е председател на журито.

### Личен живот
През 1943 г. Галина има много кратък брак с морския офицер Георги Вишневски. Омъжва се за него още ненавършила 18 години. Но съпругът ѝ е много ревнив и не желае тя да се занимава с пеене и да излиза на сцена. Разделят се след само 2 месеца съвместен живот, когато тя постъпва на работа в Ленинградския областен театър за оперета. От този брак запазва фамилното име – Вишневска.
Скоро след развода се омъжва за Марк Рубин, директор на Ленинградския оперен театър, цигулар по професия. Тя е на 18 години, той е на 40. Бракът им не е формално регистриран, но Галина има усещане за истинско семейство, тя има дом и надежден човек около себе си, който наистина я обича и се грижи за нея. Заедно преживяват трагичната загуба на сина им, роден през 1945 г. и починал след два месеца от тежко заболяване. Галина също е тежко болна след раждането. Марк трябва да заминава на турне, взема я със себе си, за да не остане сама. През 1948 г. те напускат театъра поради несъгласие с неговата репертоарна политика, довела до отлива на публиката. За да могат да се издържат, Марк организира концерти, за които Вишневска подготвя програма с естрадни песни, купува кола и с нея правят двумесечни турнета из малки провинциални градчета. Неговата всеотдайност я спасява, когато през 1951 г. се разболява от туберкулоза. Вишневска по това време взима уроци по вокал при Вера Гарина и тъкмо е възстановила своя глас. Тя отказва предложеното радикално лечение, което би сложило край на певческата ѝ кариера и напуска болницата. Марк урежда лечение в санаториум близо до Ленинград, продава всичко ценно, което имат, за да осигури скъпите лекарства. Когато през 1952 г. Вишневска е приета в групата на специализантите на Болшой театър, той заедно с нея заминава за Москва, където се настаняват в една стаичка в комунална квартира, толкова малка, че едва побира взетото под наем пиано. Живеят заедно 10 години. Раздялата им е внезапна и драматична.
През 1955 г. Вишневска се запознава с Мстислав Ростропович. Срещат се за първи път по време на официален прием в ресторант Метропол в Москва. Ростропович се влюбва от пръв поглед. Следващата им среща е в Прага, на фестивала Пражка пролет. Разбрал, че тя ще бъде там, той взима всичките си сака и вратовръзки, за да ги сменя всеки ден. Галина, която мечтае за голямата любов, каквато изпитват нейните оперни героини, не може да устои на стремителното, красиво и щедро ухажване на Ростропович. Тя е очарована и покорена от неговата интелигентност, жизнена енергия, спонтанни и нестандартни постъпки. Първата изненада е кристалната ваза с голям букет от момина сълза и любимите ѝ солени краставички в гардероба на стаята ѝ в хотела. Обяснявайки в приложената бележка включването на краставичките, Ростропович пише, че тъй като не е сигурен в одобрителната оценка на изненадата му, с тяхна помощ се надява на нейната благосклонна реакция. Друг път той покрива локвата на земята със своя светъл шлифер, за да не се намокрят краката на любимата му.
След 4 дни, вече в Москва, Ростропович е категоричен – тя трябва веднага да стане негова жена. Вишневска няма нужда от формален развод, но иска повече време, за да подготви Марк Рубин. Не успява да убеди Ростропович, раздялата с Марк Рубин е рязка и болезнена.
В комуналната квартира на Ростропович живеят заедно с неговите майка и сестра. Шест месеца по-късно се преселват в новопостроен апартамент в кооперативен дом, предварително заплатен от Ростропович с парите от неговата Сталинска награда. Тук се раждат двете им дъщери Олга (1956 г.) и Елена (1958 г.).
Съвместният живот на Вишневска и Ростропович е дълъг, интензивен, пълен с трудности и успехи. Въпреки светкавичната женитба те нямат неприятни изненади в семейното си общуване. Според Вишневска, изненада за тях е по-скоро това, че той се оказва голям музикант, а тя прекрасна певица. В техните отношения завинаги остава, че той е мъжът, за когото тя се омъжва след 4 дни запознанство, а тя е жената, пред която той застава на колене. За 50-годишнината на брака се организира голямо празненство в ресторант Метропол в Москва. По масите са наредени вази с букети от момина сълза и солени краставички.

### Последни години
През 2007 г. 80-годишният Мстислав Ростропович умира от онкологично заболяване. Останала сама, Вишневска продължава да работи. При идванията си в Москва живее в своя дом или в Центъра за оперно пеене, в чиято сграда за нея има малка квартира. Сутрин слиза на долния етаж при студентите. Вечер, като приключва класовете, се връща в квартирата, вечеря, измива съдовете и ляга да почива. След смъртта на съпруга си често боледува. Лекува се дълго време в Германия. На 1 декември 2012 е наградена с орден „За заслуги пред Отечеството“ I степен, но не доживява до неговото връчване. Умира на 11 декември 2012 г. в Москва, в своята любима стая, под звуците на православна музика. Дъщерите ѝ са до нея. Според лекарите причината на смъртта е „естественото гаснене“.
Гражданската прощална церемония се провежда в Центъра за оперното пеене на 13 декември. Да се сбогува с голямата певица идва и президентът на Русия Владимир Путин. На 14 декември се прави панихида в Катедралния храм Христос Спасител. Същият ден е погребана на Новодевичето гробище в Москва.

## Творчество
Ленинградски областен театър за оперета
- „Сватба в Малиновка“ на Борис Александров – Яринка
- „Птицепродавецът“ на Карл Целер – Христина
- „Теменужката от Монмартър“ на Имре Калман – Нинон

### Оперни премиери
Болшой театър 
- 1953 – „Евгений Онегин“ на Пьотър Чайковски – Татяна
- 1954 – „Фиделио“ на Лудвиг ван Бетховен – Леонора
- 1955 – „Снежанка“ на Николай Римски-Корсаков – Купава
- 1957 – „Укротяване на опърничавата“ на Висарион Шебалин – Катарина
- 1957 – „Сватбата на Фигаро“ на Волфганг Амадеус Моцарт – Керубино
- 1957 – „Мадам Бътерфлай“ на Джакомо Пучини – Чо-Чо-сан
- 1958 – „Аида“ на Джузепе Верди – Аида
- 1959 – „Дама Пика“ на Пьотър Чайковски – Лиза
- 1959 – Война и мир“ на Сергей Прокофиев – Наташа Ростова
- 1962 – „Фалстаф“ на Джузепе Верди – Алиса Форд
- 1962 – „Фауст“ на Шарл Гуно – Маргарита
- 1962 – „Каменният гост“ на Александър Даргомижки – Дона Анна
- 1962 – „Съдбата на человека“ на Иван Дзержински – Зинка
- 1964 – „Травиата“ на Джузепе Верди – Виолета
- 1964 – „Октомври“ на Вано Мурадели – Марина
- 1965 – „Човешкият глас“ на Франсис Пуленк – Героиня
- 1970 – „Семьон Котко“ на Сергей Прокофиев – София
- 1970 – „Царска невеста“ на Николай Римски-Корсаков – Марфа
- 1971 – „Тоска“ на Джакомо Пучини – Флория Тоска
- 1973 – „Франческа да Римини“ на Сергей Рахманинов – Франческа
- 1974 – „Играчът“ на Сергей Прокофиев – Полина

Други театри
- 1964 – „Турандот“ на Джакомо Пучини – Лиу (Ла Скала, Милано)
- 1969 – „Отело“ на Джузепе Верди – Дездемона (Москва)
- 1976 – „Макбет“ на Джузепе Верди – Леди Макбет (Единбург)
- 1981 – „Иоланта“ на Пьотър Чайковски – Иоланта (Вашингтон)
- 1983 – „Затворът“ на Марсел Ландовски (Екс ан Прованс)

### Концертни премиери
- 1957 – Симфония № 9 на Лудвиг ван Бетховен – партия сопрано
- 1958 – „Реквием“ на Джузепе Верди – партия сопрано
- 1961 – Вокален цикъл „Сатири“ (Satires, Op. 109) на Дмитрий Шостакович
- 1962 – „Песни и танци на смъртта“ на Модест Мусоргски, инструментация на Дмитрий Шостакович
- 1962 – Тържествената меса на Лудвиг ван Бетховен (Единбург)
- 1963 – „Военен реквием“ на Бенджамин Бритън (Лондон)
- 1963 – Втора симфония на Густав Малер (Виена)
- 1965 – „Ехото на поета“ на Бенджамин Бритън, вокален цикъл по стихове на Александър Пушкин (Москва)
- 1965 – Четвърта симфония на Густав Малер
- 1967 – Вокален цикъл на Дмитрий Шостакович по стиховете на Александър Блок
- 1969 – Симфония № 14 на Дмитрий Шостакович
- 1972 – Вокален цикъл „Без слънце“ на Модест Мусоргски с оркестър
- 1979 – „Детето зове“ на Марсел Ландовски (Вашингтон)
- 1981 – Te Deum на Кшищоф Пендерецки (Вашингтон)
- 1983 – „Полски реквием“ на Кшищоф Пендерецки (Вашингтон)

### Филмография
Роли
- 1966 – „Катерина Измайлова“ (филм опера; опера на Дмитрий Шостакович по пиеса на Николай Лесков) – Катерина Измайлова
- 1972 – „Звездата в нощта“ – Аделина Пати
- 1993 – „Провинциален бенефис“ (по пиесите на Александър Островски, режисьор Александър Белински) – Кручинина
- 2007 – „Александра“ (режисьор Александър Сокуров) – Александра Николаевна

Озвучаване
- 1958 – „Евгений Онегин“ (филм опера) – Татяна Ларина (ролята се изпълнява от Ариадна Шенгелая)
- 1961 – „Волният вятър“ – Стела (ролята се изпълнява от Лионела Пирева)
- 1964 – „Укротяването на опърничавата“ (филм спектакъл) – вокал
- 1969 – „Егмонт“ (филм спектакъл) – вокал
- 1989 – „Борис Годунов“ (филм опера) – Марина Мнишек (ролята се изпълнява от Делфин Форест)
- 1992 – „Леди Макбет от Мценск“ (филм) – вокал (ролята се изпълнява от Маркета Хрубесова)

Участие в документални филми
- 1990 – Мстислав Ростропович. Завръщане
- 1992 – Нашият любим млад дядо
- 1994 – Алфред Шнитке. Портретът с приятели
- 2006 – Елегията на живота. Ростропович. Вишневска (режисьор Александр Сокуров
- 2008 – Женското лице на войната. „Катюша“
- 2009 – Двамата в света. Галина Вишневска и Мстислав Ростропович
- 2010 – Владимир Максимов (от цикъла документални филми Островите на телевизионния канал Култура)
- 2011 – Свидетели. Галина Вишневска. Романът със слава (режисьор А. Гречиха)

## Награди
- Заслужила артистка на РСФСР (1955[20])
- Народна артистка на РСФСР [21] (1961)
- Народна артистка на СССР (1966)
- Премия на Правителството на Руската федерация в областта на културата за 2011 г. – за създаване на школа за оперно пеене[22]
- Премия на Правителството на Санкт Петербург (2008) – за изпълнение на главната роля във филма „Александра“
- Благодарност на президента на Руската федерация]] (25 октомври 2001) – за голям принос за развитието на музикалното изкуство и активна благотворителна дейност[23]
- Орден „За заслуги пред Отечеството“]] IV степен (2011) – за голям принос за развитието на отечествената музикална култура, многогодишна педагогическа и просветителска дейност[24]
- Орден „За заслуги пред Отечеството“ III степен (1996) – за голям личен принос за развитието на музикалното изкуство[25]
- Орден „За заслуги пред Отечеството“ II степен (2006) – за изключителен принос в развитие на музикалното изкуство и многогодишна плодотворна творческа дейност[26]
- Орден „За заслуги пред Отечеството“ I степен (1 декабря 2012) – за изключителен принос в развитие на отечествената култура и музикалното изкуство[27]
- Орден „Ленин“ (1971)
- Медал „За отбраната на Ленинград“ (1942)
- Медал „За ознаменуване на 100-годишнината от рождението на Владимир Илич Ленин“
- Медал „50 години от Победата във Великата Отечествена война 1941 – 1945 г.“
- Медал „60 години от Победата във Великата Отечествена война 1941 – 1945 г.“
- Медал „65 години от Победата във Великата Отечествена война 1941 – 1945 г.“
- Медал „За доблестен труд във Великата Отечествена война 1941 – 1945 г.“
- Медал „Ветеран на труда“
- Медал „В памет на 850-годишнина на Москва“
- Медал „В памет на 250-годишнина на Ленинград“
- Медал „В памет на 300-годишнина на Санкт-Петербург“
- Офицер на ордена на изкуства и литература (Франция, 1982)
- Командор на ордена на Почетния легион (Франция, 1983)
- Орден на света равноапостолна княгиня Олга – І степен (Руска православна църква, 2004)
- Орден на преподобна Евфросиния, велика княгиня Московска – II степен (Руска православна църква, 2011)[28]
- Алмазен медал на град Париж (1977)
- Орден Петър Велики – I степен (Академия за проблемите на безопасността, отбраната и правовия ред, 2004)
- Знакът на честта „Сребърен кръст“ (2004, обществена организация „Георгиевски съюз“)
- Международна награда орден „За принос към Победата“ (2005)
- Царскоселска художествена награда (2000)
- Национална награда „Олимпия“ на общественото признание на постиженията на жените на Русия (Руска академия за бизнес и предприемачество, 2002[29] и 2007[30]
- Международна награда Джакомо Пуччини (2002)[31]
- Национална награда „Россиянин на годината“ (2005) – за всеотдайно и талантливо служение на изкуството, гражданско мъжество, сила и щедрост на човешкия дух[32]
- Филмова награда „Белият слон“ в номинация „Най-добра женска роля“ (филм „Александра“, Гилдия на киноведи и кинокритици на Русия, 2007)[33]
- Награда „Кристален симург“ за най-добър изпълнител, 26-и международен кинофестивал „Фаджр“ (Техеран, 2008)
- Почетен професор на Московския държавен университет „Михаил Ломоносов“ (2007)
- Доктор honoris causa на хуманитарните науки на Ривър колидж (Нашуа, Ню Хампшър, САЩ)
- Почетен доктор по музика Хамилтънски колеж (Онтарио, Канада)
- Доктор по музика на университета Сейнт Лорънс (Кантон, щата Ню Йорк, САЩ)
- Почетен професор на Московската държавна консерватория „Пьотър Чайковски“
- Почетен гражданин на Кронщат (1996)
- Почетен гражданин на Нижегородска област (2002)[34]

## Почит
Името на Галина Вишневска носят:
- Улица „Галина Вишневска“ в московския район Новокосино[35]
- Самолет Airbus A321 „Г. Вишневска“ на авиокомпания „Аерофлот“[36]
- Колеж за музикално-театрално изкуство № 61 „Г. Вишневска“ в Москва[37]
- Детско музикално училище № 8 в Кронщат „Г. Вишневска“[38]
- Малка планета № 4919 от Слънчевата система носи името на Г. Вишневска[39]